# 四捨五入修憲
四捨五入修憲，指1954年11月大韓民國憲法第2次修憲中的一次事件。
1954年时的大韓民國憲法規定，總統任期四年一任，可連任一次，李承晚到1956年任期屆滿不得連任，欲成為終身總統，故提出修憲。
當時有議席204席，在籍議員203人，賛成修憲135名，反對修憲60名，棄權6名、無效1名，缺席1人
當時規定修憲要有2/3議員同意才可，欠1票才夠票數通過，國會副議長崔淳周宣布修憲不獲通過，但是總統李承晚和他的自由党用數學上的四捨五入作通過依據，稱203票的2/3是135.3333，根據四捨五入原理，即是135票，可以通過。
翌日，國會副議長撤回“修憲未通過”言論，反對黨議員退出國會，只有執政的自由黨在場，修憲獲通過。